# 화로

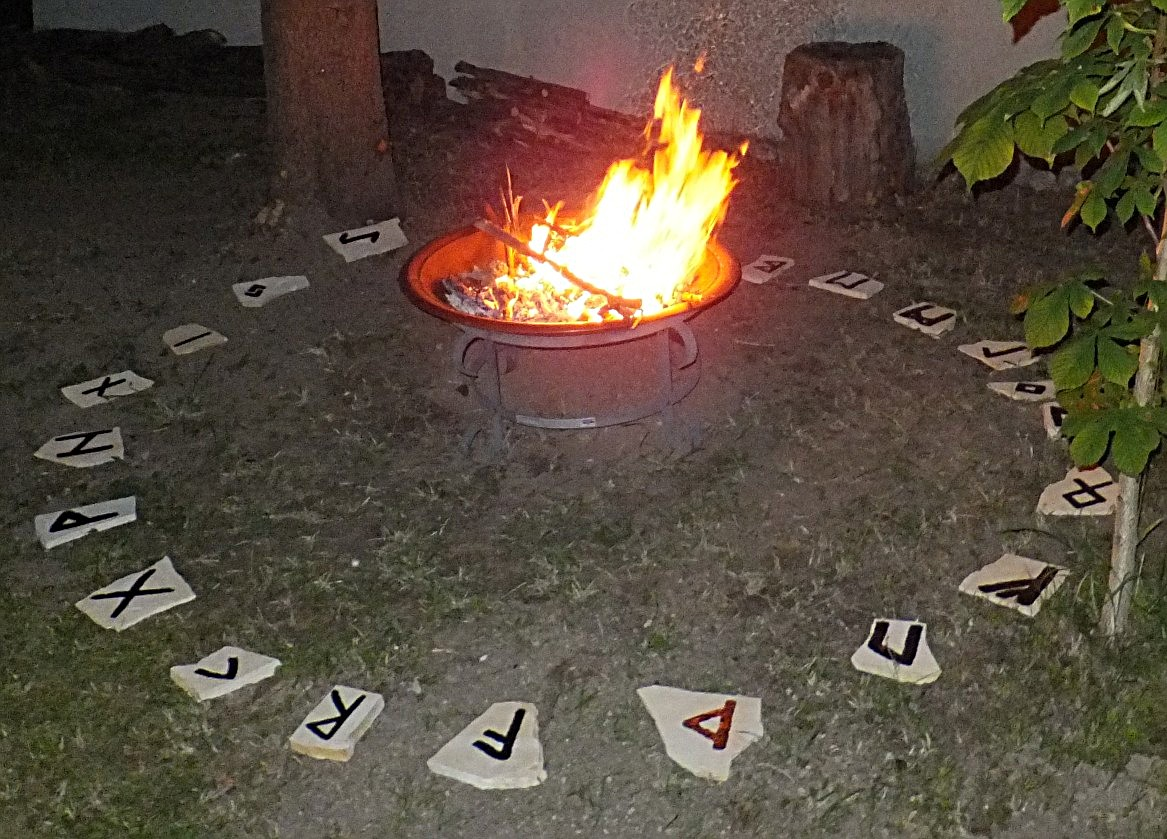

화로(火爐, brazier, /ˈbreɒər/)는 요리, 난방 또는 문화 의식을 위해 숯이나 기타 고체연료를 태우는 데 사용되는 용기이다. 종종 발이 달린 금속 상자나 그릇의 형태를 취한다. 그 높이는 공기 순환을 돕고 불에 산소를 공급한다. 화로는 고대부터 사용되어 왔다. 님루드 화로의 연대는 적어도 기원전 824년으로 거슬러 올라간다.

## 같이 보기
- 아사도
- 그릴
- 횃불
- 도가니